# Anna-bál

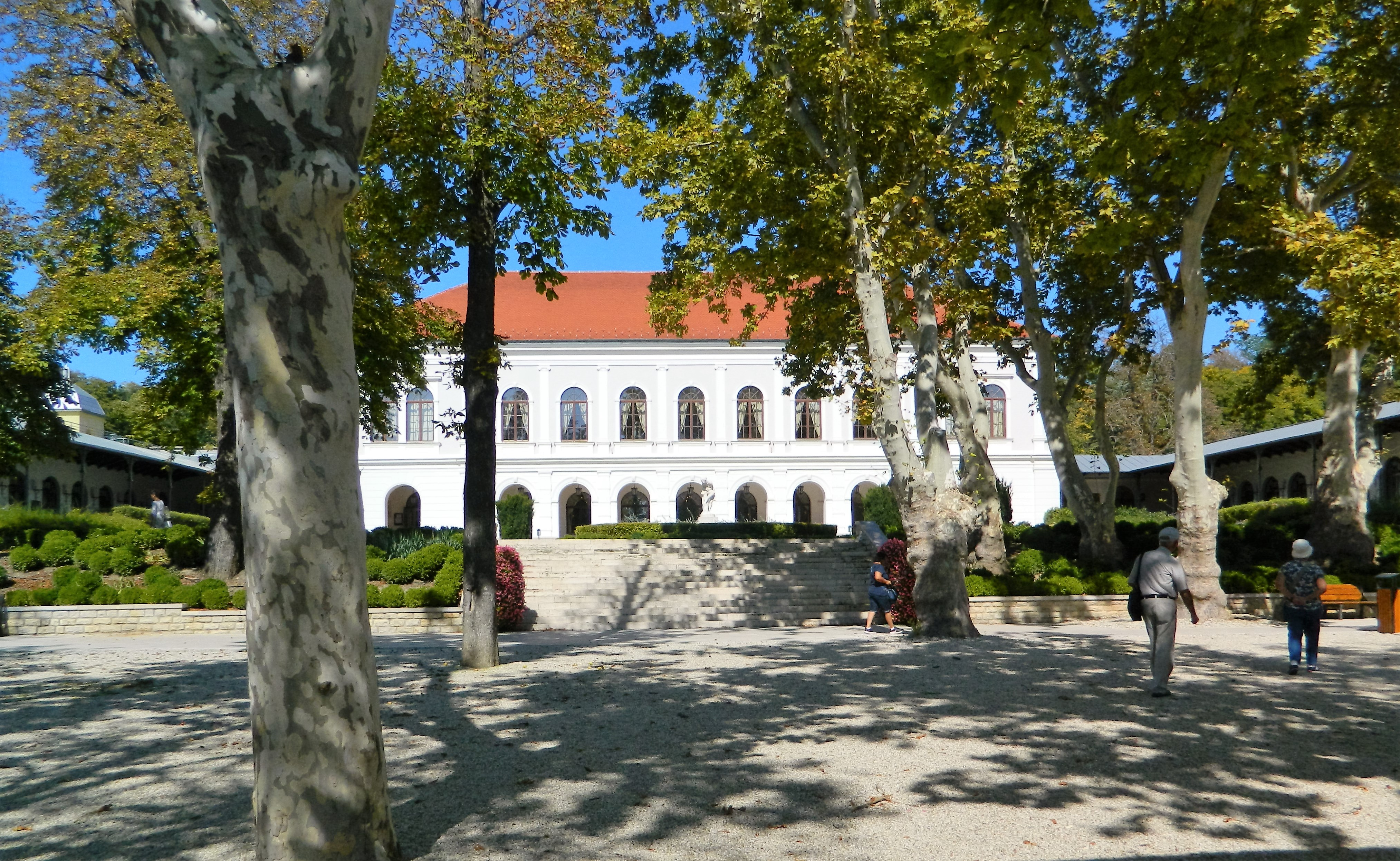
Anna Nagyszálló a balatonfüredi Anna-bálok hagyományos színhelye

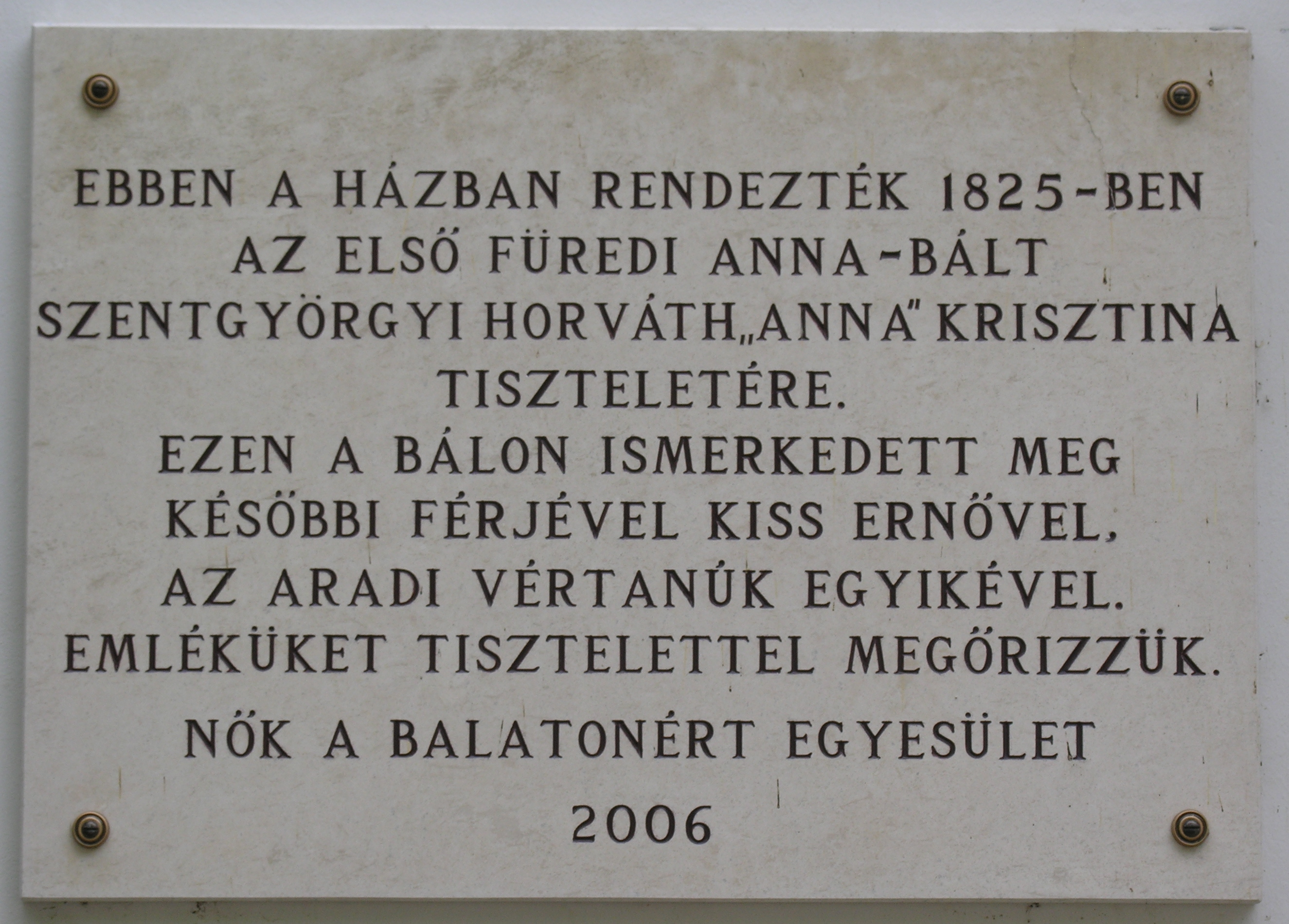
Az első balatonfüredi Anna-bál emléktáblája

Az Anna-bál olyan bál („táncvigalom”), amelyet hagyományosan Anna napján (július 26.) szoktak rendezni magyarországi fürdőhelyeken. Az esemény egyben a fürdőévad első szakaszának végét jelenti.
A szokás Balatonfüredről terjedt el, bált rendezni ezen a néven csak a város önkormányzatának engedélyével lehet.

## A füredi Anna-bál
A Szentgyörgyi Horváth Fülöp János (1777–1841) rendezte 1825. július 26-án a füredi Horváth-házban az első Anna-bált lánya, Krisztina tiszteletére, aki 1805. július 15-én született Baján, öt keresztnevet is kapott, de ezek között nem volt az Anna. A hagyomány szerint Krisztina ezen a bálon ismerkedett meg későbbi férjével, eleméri és ittebei Kiss Ernő huszár főhadnaggyal. A fürdőszezonban azonban több bált is rendeztek, ezek egyike volt csupán az Anna-napi bál, és egyáltalán nem tudjuk biztosan, hogy valóban 1825-ben lett volna az első, és az is csak feltételezés, hogy a fiatalok épp ezen a napon ismerkedtek volna meg. Esküvőjük 1826. május 18-án volt Répceszentgyörgyön, ám az ifjú feleség 1827. február 7-én Pesten gyermeke szülése közben elhunyt. Az özvegy férj később az altábornagyi rangig jutott, 1849-ben egyike volt az aradi vértanúknak. Mivel nem nősült újra, felesége – az elterjedt hiedelemmel ellentétben – nem mehetett el Aradra, hogy hazacsempéssze férje holttestét. (Élettársa viszont további négy gyermekkel ajándékozta meg.)
A 19. században ez a bál volt a legkedveltebb az arisztokraták körében és számos híresség vett részt rajta, mint például Vörösmarty Mihály, Jókai Mór és Blaha Lujza is. Az Anna-bálokat több-kevesebb rendszerességgel tartották meg, de nem minden évben. 1862-ben választottak először bálkirálynőt Kozma Irma személyében.
A vendégek száma ingadozott az évek során, például 1877-ben meghaladta az 1400-at, 1887. július 31-én 950 fölött volt. A bál menete szintén tarkának mondható, 1901. július 27-én a bált megelőzőleg konfetti csata zajlott, miközben tűzijátékok is voltak. Miután a Balaton partján szórakoztak, bent a teremben felhangzott a zene, és akkor kezdődött hivatalosan a tánc és maga a bál. A védnök a bálon szokás szerint a Zala vármegye főispánja volt, és a helybeli zalai tisztségviselők voltak a bál szervezők, például az 1904. július 30-án zajlott bált Langer István (1876–1920) fürdőbiztos, balatonfüredi szolgabíró szervezte. 1903. július 19-én jelent meg az újságban, hogy a régi hagyománytól eltérően, nem Anna napján tartották a bált, hanem augusztus 8-ára tették át. Sokszor jótékony célból szervezve, például az 1907. augusztus 3-án tartott füredi Anna Bál tiszta jövedelmét a zalai Csány László vértanú tiszteletére felállítandó szoborra fordították.
A bálon a tánc kedélyes hangulata még reggel 7 óráig is tarthatott, ahogy történt például 1908-ban. A társaság lakóhelye vegyes volt: nem csak Zala vármegyéből, hanem például Aradról, Budapestről, Szatmárból és Fiuméből is érkeztek vendégek, természetesen köztük a szokásos vendég báró Splényi Ödönné Blaha Lujza is.
1914 és 1954 között Füreden nem volt Anna-bál, attól az évtől viszont már minden évben megtartották, az elsőt 1954. július 31-én. Zákonyi Ferenc, a Veszprém Megyei Idegenforgalmi Hivatal akkori vezetője kezdeményezésére újították fel az egykori bál hagyományát, és az elődök iránti tiszteletből számozzák úgy a bálokat, mintha minden évben megtartották volna. Ennek alapján a 2011. július 23-ai a 187. lett volna, hivatalosan mégis a 186. füredi Anna-bál néven rendezték meg.[forrás?] Az Anna-bál Szépét 1957 óta minden évben megválasztják.
2020-ban a koronavírus-járvány miatt a bál elmaradt, mert a rendezők nem tudták volna a korábbi színvonalon lebonyolítani az eseményt.

### Anna-bál Szépei
Az 1950-es évektől kezdődően az Anna-bál Szépe címet adták annak a lánynak, akit a zsűri vagy a többi vendég a legszebbnek talált a bálban. Az első díj egy Viktoriánus stílusú váza és Erisz almája, a második díj egy Rothschild-stílusú váza, a harmadik helyezett díja pedig egy Apponyi-stílusú váza, valamennyi a Herendi Porcelánmanufaktúra Zrt. felajánlásában. A győztes és udvarhölgyei a bál másnapján hintón körbekocsizzák Balatonfüredet. A szocializmus alatt az 1980-as évek közepéig az Anna-bál Szépe választás volt az egyetlen országosan is ismert – bár nem hagyományos – szépségverseny, így a győztesek neve minden évben sajtónyilvánosságot kapott.
|      | Év   | Győztes                | Település                     |
| ---- | ---- | ---------------------- | ----------------------------- |
| 132. | 1957 | Farkas Éva             | Budapest                      |
| 133. | 1958 | Pap Éva                | Balatonfüred                  |
| 134. | 1959 | Zákonyi Tünde          | Balatonfüred                  |
| 135. | 1960 | Farkas Márta           | Budapest                      |
| 136. | 1961 | Prohászka Ágnes        | Ózd                           |
| 137. | 1962 | Mamusich Márta         | Budapest                      |
| 138. | 1963 | Radowszky Erika        | Balatonfüred                  |
| 139. | 1964 | Varsányi Klára         | Balatonfüred                  |
| 140. | 1965 | Moravek Márta          | Budapest                      |
| 141. | 1966 | Édli Mária Magdolna    | Balatonfüred                  |
| 142. | 1967 | Varga Júlia            | Budapest                      |
| 143. | 1968 | Lantos Anette          | San Francisco (USA)           |
| 144. | 1969 | Rozmis Jolán           | Budapest                      |
| 145. | 1970 | Nagy Mária             | Balatonfüred                  |
| 146. | 1971 | Komjáthy Ágnes         | Budapest                      |
| 147. | 1972 | Lantos Catherina       | San Francisco (USA)           |
| 148. | 1973 | Magyar Mária           | Győr                          |
| 149. | 1974 | Balázs Erika           | Balatonfüred                  |
| 150. | 1975 | Balla Zsuzsa           | Balatonfüred                  |
| 151. | 1976 | Ujváry Éva             | Budapest                      |
| 152. | 1977 | Horváth Éva            | Balatonfüred                  |
| 153. | 1978 | Annicka Sjöholm        | Göteborg (Svédország)         |
| 154. | 1979 | Kovács Erika           | Budapest                      |
| 155. | 1980 | Galla Anna             | Budapest                      |
| 156. | 1981 | Ruszina Mercedesz      | Tátralomnic (Szlovákia)       |
| 157. | 1982 | Simon Mónika           | Tatabánya                     |
| 158. | 1983 | Szőllőssy Panni        | New Milford (USA)             |
| 159. | 1984 | Rott Bernadett         | Veszprém                      |
| 160. | 1985 | Botz Ivett             | Budapest                      |
| 161. | 1986 | Halmi Krisztina        | Budapest                      |
| 162. | 1987 | Pados Mónika           | Budapest                      |
| 163. | 1988 | Szőllőssy Panni        | New Milford                   |
| 164. | 1989 | Sashalmi Szilvia       | Komárom                       |
| 165. | 1990 | Kakas Zsuzsa           | Budapest                      |
| 166. | 1991 | Kováts Zsuzsa          | Balatonfüred/New Jersey (USA) |
| 167. | 1992 | Nagy Judit             | Budapest                      |
| 168. | 1993 | Mahelszky Marianna     | Ajka                          |
| 169. | 1994 | Mahelszky Andrea       | Ajka                          |
| 170. | 1995 | Hátszegi Melinda       | Budapest                      |
| 171. | 1996 | Kelemen Szilvia        | Balatonfüred                  |
| 172. | 1997 | Gergely Valéria        | Baja                          |
| 173. | 1998 | Forsthoffer Ágnes      | Balatonfüred                  |
| 174. | 1999 | Graffelner Katalin     | Győr                          |
| 175. | 2000 | Magony Szilvia         | Budapest                      |
| 176. | 2001 | Tóth Eszter            | Budapest                      |
| 177. | 2002 | Csima Petra            | Balatonfüred                  |
| 178. | 2003 | Horváth Martina        | Balatonfüred                  |
| 179. | 2004 | Tóth Eszter            | Keszthely                     |
| 180. | 2005 | Harmat Szilvia         | Balatonfüred                  |
| 181. | 2006 | Apró Anna Ágnes        | Zalaegerszeg                  |
| 182. | 2007 | Tóth Katinka Anna      | Siófok                        |
| 183. | 2008 | Csizmadia Aliz         | Balatonfüred                  |
| 184. | 2009 | Farkas Viktória        | Budapest                      |
| 185. | 2010 | Kocsis Korinna         | Jákfa                         |
| 186. | 2011 | Frei Nikolett          | Kiskőrös                      |
| 187. | 2012 | Bőr Viktória           | Balatonfüred                  |
| 188. | 2013 | Darvalics Virág        | Budapest                      |
| 189. | 2014 | Sulák Martina          | Balatonfüred                  |
| 190. | 2015 | Boór Bettina           | Balatonfüred                  |
| 191. | 2016 | Kriveczky Villő        | Szeged                        |
| 192. | 2017 | Barna Dorina           | Balatonfüred                  |
| 193. | 2018 | Tóth Kinga Zoé         | Budapest                      |
| 194. | 2019 | Purgel Réka            | Kisvárda                      |
| 195. | 2020 | elmaradt               | elmaradt                      |
| 196. | 2021 | Horváth Eszter         | Balatonfüred                  |
| 197. | 2022 | Kemecsei Anna Viktória | Budapest                      |
| 198. | 2023 | Dévényi Alíz           | Budapest                      |
| 199. | 2024 | Soós Kriszta Szonja    | Balatonfüred                  |
| 200. | 2025 | Szabó Laura            | Budapest                      |

## Más településeken
Valamikor más fürdőhelyeken, például Leányfalun is rendeztek bálokat ezen a néven. A Déli Vasút megépülése (1861) után a Balaton társadalmi életének súlypontja fokozatosan áthelyeződött a déli partra. A két világháború között a Balaton mellett számos településen (Balatonalmádi, Csopak, Tihany, Siófok, Zamárdi, Balatonföldvár) tartottak Anna-bált a füredi mintájára – de Füreden nem.
A XX. század elejétől Miskolctapolca híres gyógyvizének köszönhetően az északkeleti régió pezsgő társasági életének központja volt. A bálozás ötlete 1923-ban az Anna Szálloda építésének apropóján született meg. Már a névadás is utalt arra, hogy az Anna-báloknak fontos szerepet szántak. A korabeli leírások szerint a tapolcai Anna-bált mindig tűzijáték vezette be, és fontos szerepe volt a történésekben a csónakázó tónak is. Ami akkor nagy szó volt, a város estétől másnap hajnalig biztosította az autóbusz-közlekedést Miskolc és Tapolca között. Az 1960-as évek végén, 1970-es évek elején megszűntek a bálok, 1990-ben pedig megszűnt, majd eltűnt az Anna Szálló is.